# Erquelinnes
Erquelinnes (auf pikardisch Erkelene) ist eine Stadt und eine Gemeinde in der Provinz Hennegau im wallonischen Teil Belgiens. Der Name entstand aus einem Diminutiv des lateinischen Wortes Arcus (Bogenbrücke), Arcanina.
Die unmittelbar an der Grenze zu Frankreich gelegene Gemeinde besteht aus den Ortschaften Erquelinnes, Bersillies-l'Abbaye, Grand-Reng, Hantes-Wihéries, Montignies-Saint-Christophe und Solre-sur-Sambre. Auf der anderen Seite der Grenze liegt die französische Gemeinde Jeumont, zu der eine Städtepartnerschaft besteht. Beide Gemeinden liegen am Ufer der Sambre. Außerdem durchqueren die Zuflüsse Thure und Hante das Gemeindegebiet.

## Sehenswürdigkeiten
Zu den Sehenswürdigkeiten des Ortes gehören das Schloss von Solre-sur-Sambre sowie die römische Brücke von Montignies-Saint-Christophe.

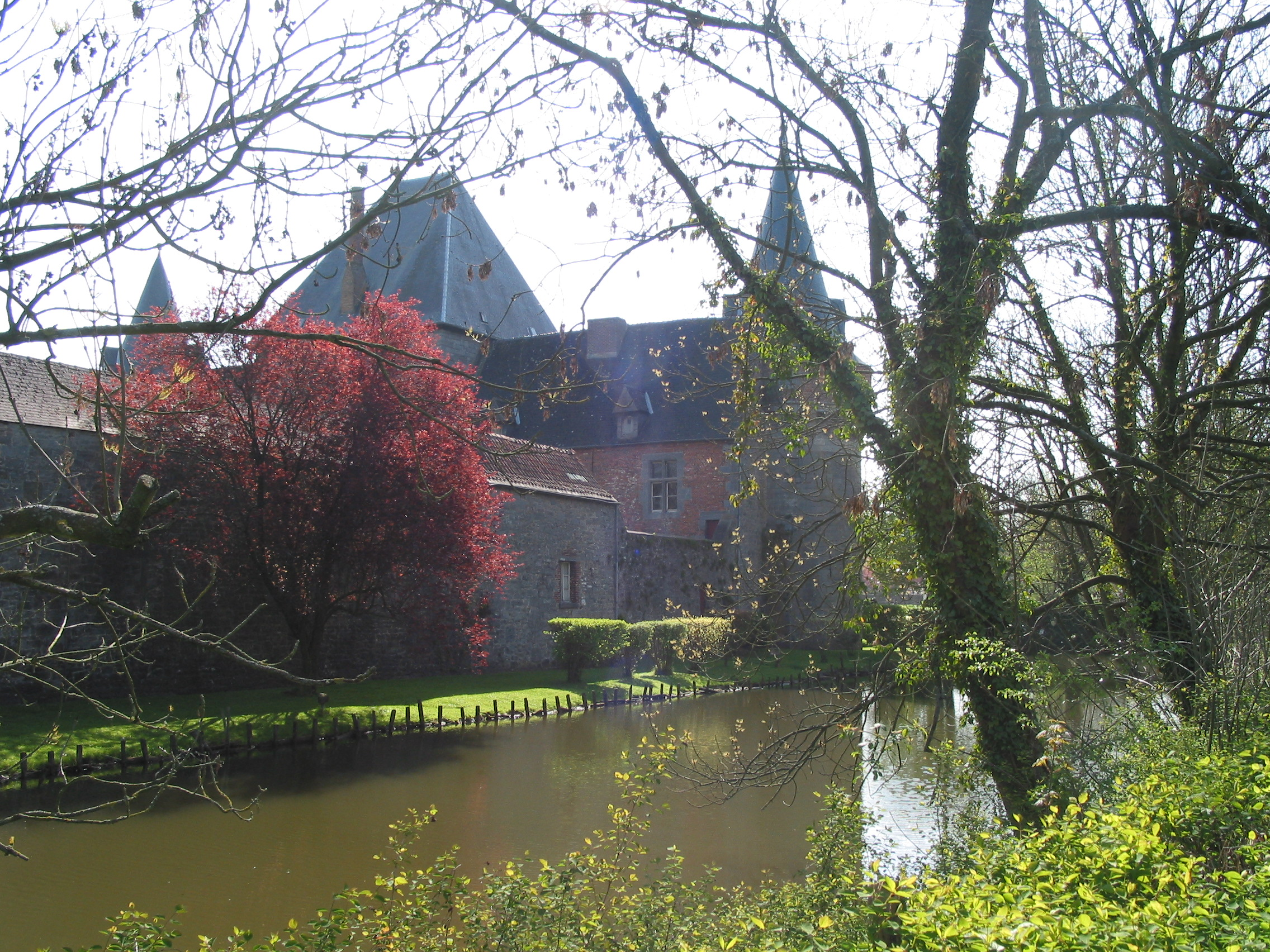
Schloss von Solre-sur-Sambre
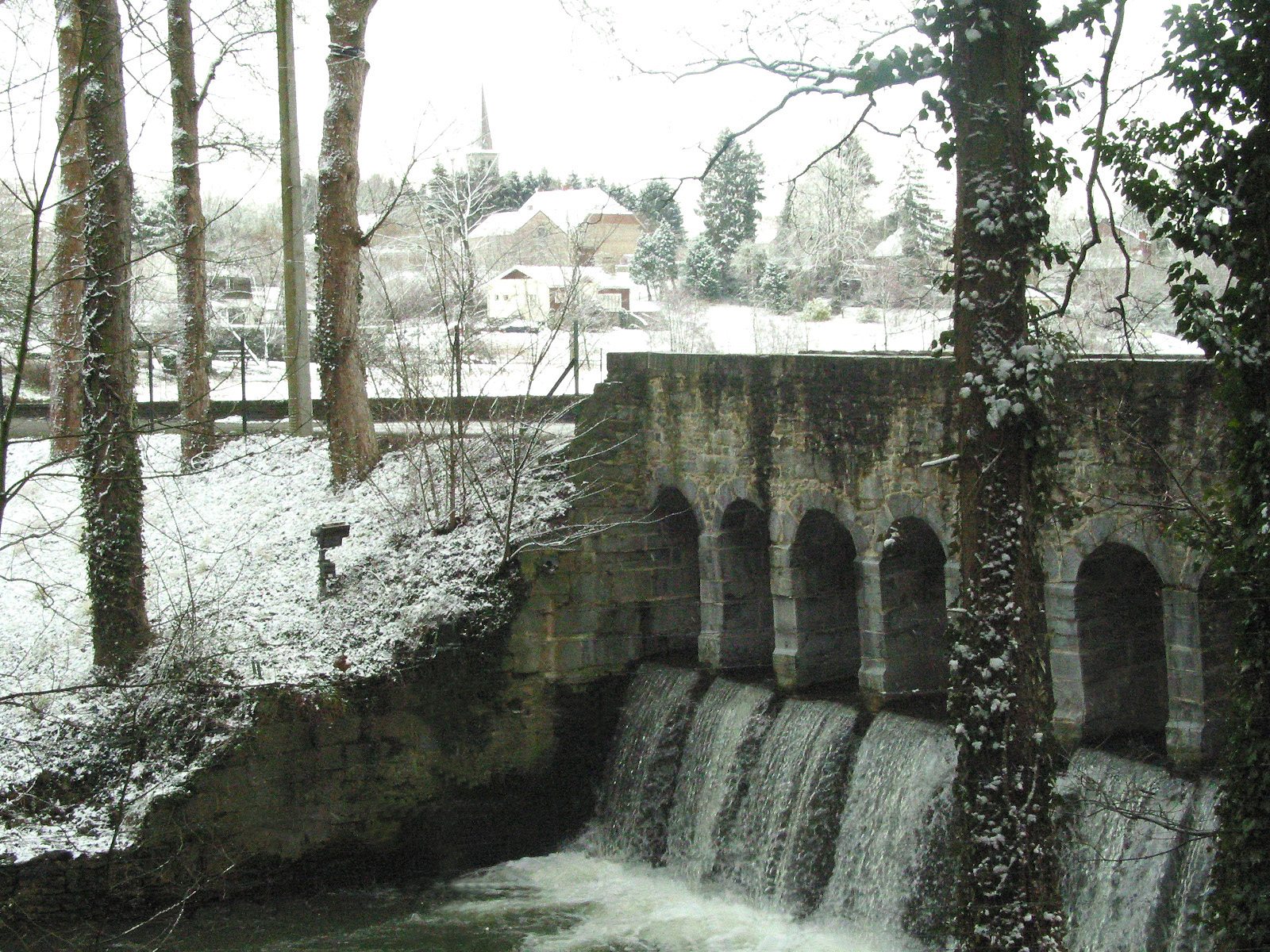
Römische Brücke von Montignies-Saint-Christophe
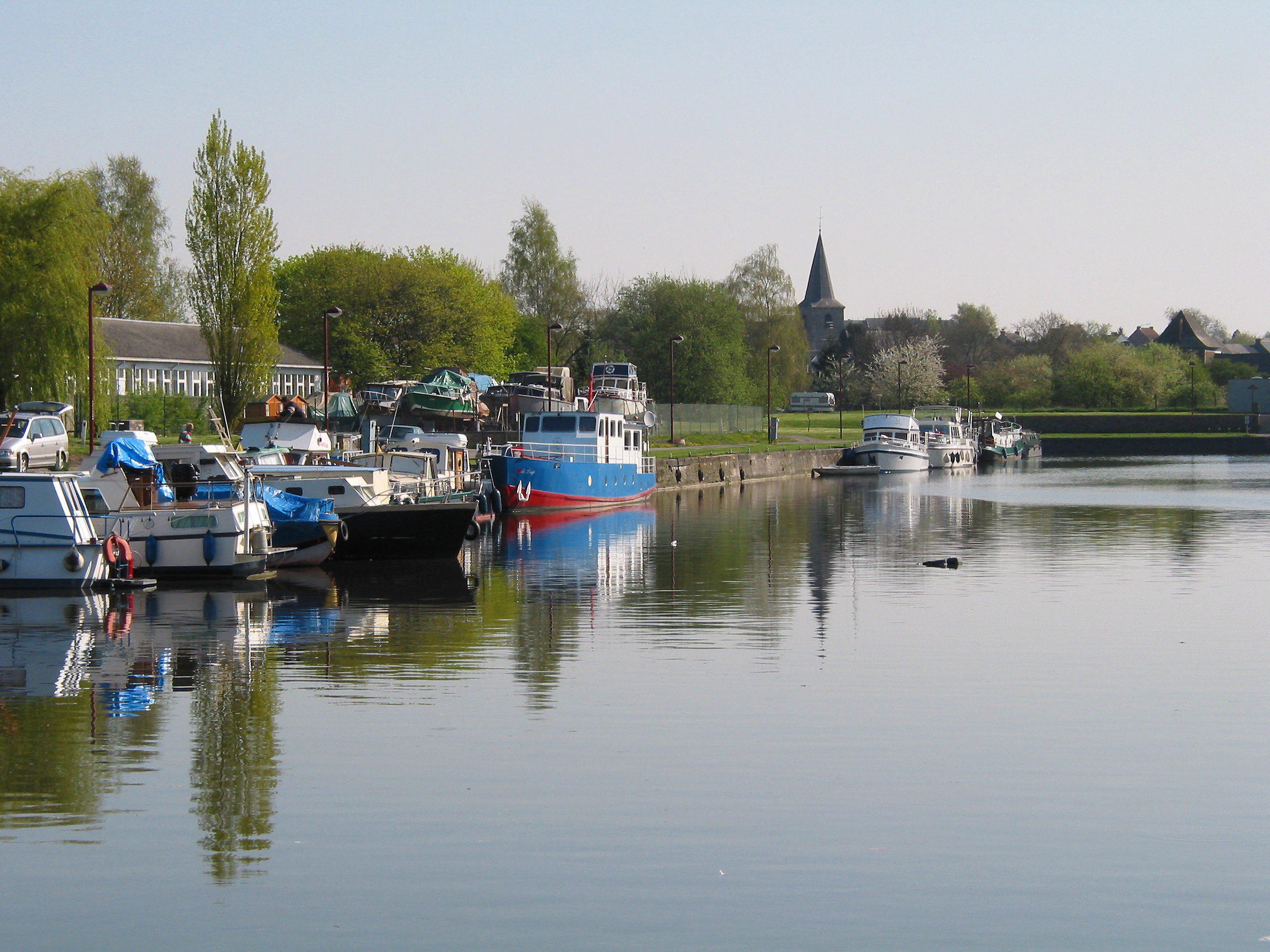
Yachthafen von Erquelinnes.

## Weblinks

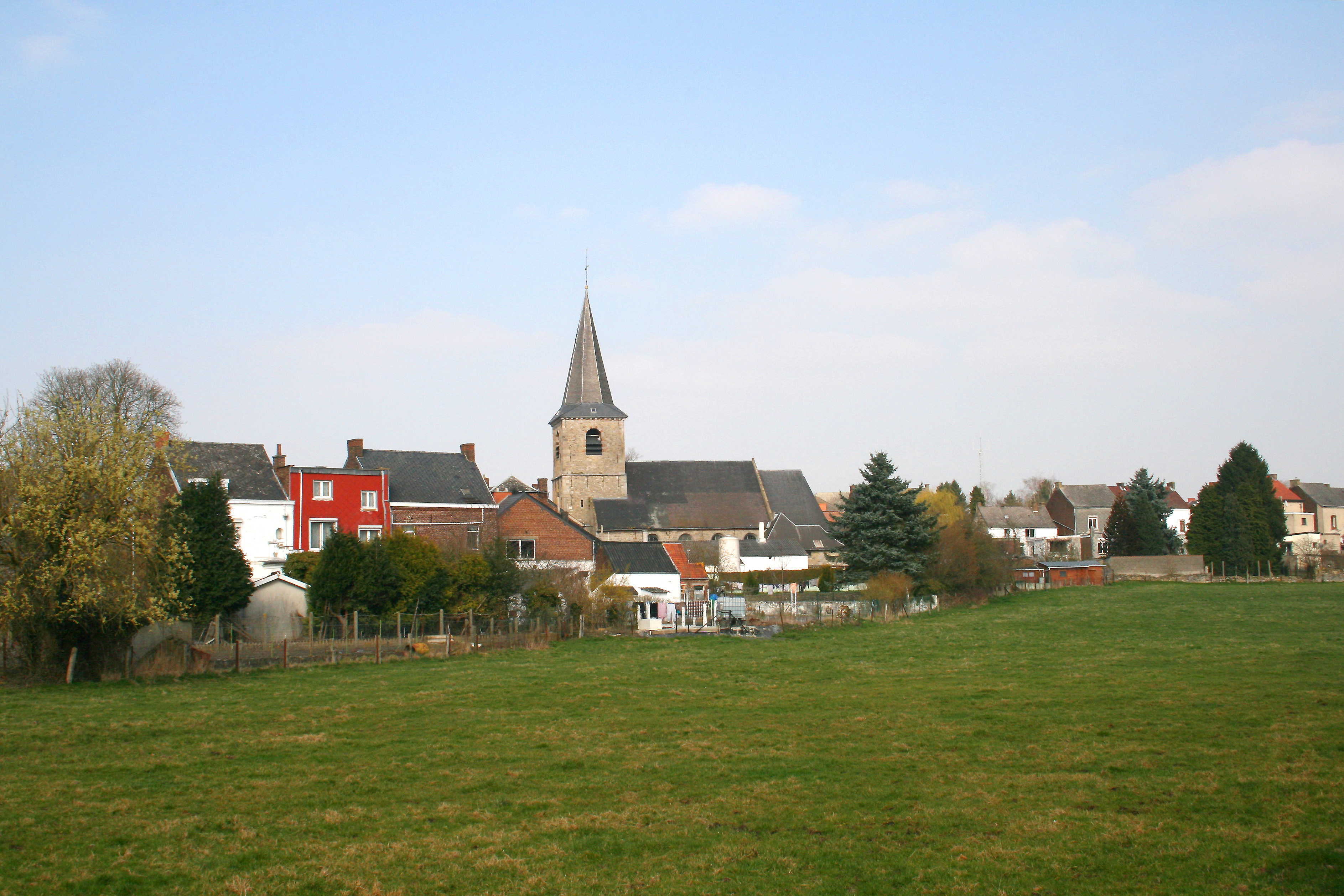
Ansicht des Ortes

## Städtepartnerschaften
- Jelaskow (Polen)
- Jeumont (Frankreich)